# Hippasa australis
Hippasa australis is een spinnensoort uit de familie van de wolfspinnen (Lycosidae).
De wetenschappelijke naam van de soort werd in 1927 gepubliceerd door Reginald Frederick Lawrence.